# Sandman: Las benévolas
Sandman: Las benévolas (en inglés, The Sandman: The Kindly Ones) es la novena novela gráfica de la colección de historietas de The Sandman, creada por Neil Gaiman y publicada por Vertigo/DC Comics. Contiene los números del 57 al 69 de la colección regular. Es el penúltimo volumen de la serie regular, y el más extenso de todos. La obra inicia además con un relato breve llamado El castillo, perteneciente al número 1 de Vertigo Jam.
El dibujante principal de esta saga es Marc Hempel, con D'Israeli y Richard Case en la tinta. El número 6 está dibujado por Glyn Dillon, Charles Vess y Dean Ormston, el número 8 por Teddy Kristiansen y El castillo por Kevin Nowlan. En el número 12 se suma Case para apoyar en el dibujo a Hempel. Los colores estuvieron a cargo de Daniel Vozzo, y Android Images se hizo cargo de las separaciones de colores. El rotulador original fue Todd Klein, y como en todos los números de la serie original de The Sandman, las portadas son obra de Dave McKean.

## Historia editorial
Los trece números de este volumen se publicaron originalmente como números separados entre febrero de 1994 y julio de 1995. La periodicidad fue en general mensual, aunque hubo demoras en la entrega de los números 4 y 8, y principalmente de los últimos dos, el 12 y el 13. El volumen además inicia con El castillo, una historia breve del número 1 de Vertigo Jam, publicado originalmente en agosto de 1993, el mismo mes que se publicó el número 52 de Sandman: El fin de los mundos.

## Contenido
El contenido de esta novela gráfica puede variar dependiendo de la editorial. Sin embargo, dada la extensión de la obra, al menos en la edición de ECC Ediciones, solo se incluye una introducción del escritor y ensayista Frank McConnell.

## Títulos
| #             | Título            | Título original     | Fecha    | Guion  | Dibujo              | Tinta                 | Color | Rotulación | Portada | Edición   | Edición  | pp. |
| #             | Título            | Título original     | Fecha    | Guion  | Dibujo              | Tinta                 | Color | Rotulación | Portada | ejecutiva | asociada | pp. |
| ------------- | ----------------- | ------------------- | -------- | ------ | ------------------- | --------------------- | ----- | ---------- | ------- | --------- | -------- | --- |
| Vertigo Jam 1 | El castillo       | The Castle          | ago 1993 | Gaiman | Nowlan              | Nowlan                | Vozzo | Klein      | McKean  | Berger    | Roeberg  | 8   |
| 57            | Las benévolas: 1  | The Kindly Ones: 1  | feb 1994 | Gaiman | Hempel              | Hempel                | Vozzo | Klein      | McKean  | Berger    | Roeberg  | 24  |
| 58            | Las benévolas: 2  | The Kindly Ones: 2  | mar 1994 | Gaiman | Hempel              | D'Israeli             | Vozzo | Klein      | McKean  | Berger    | Roeberg  | 24  |
| 59            | Las benévolas: 3  | The Kindly Ones: 3  | abr 1994 | Gaiman | Hempel              | D'Israeli             | Vozzo | Klein      | McKean  | Berger    | Roeberg  | 24  |
| 60            | Las benévolas: 4  | The Kindly Ones: 4  | jun 1994 | Gaiman | Hempel              | D'Israeli             | Vozzo | Klein      | McKean  | Berger    | Roeberg  | 24  |
| 61            | Las benévolas: 5  | The Kindly Ones: 5  | jul 1994 | Gaiman | Hempel              | D'Israeli Hempel      | Vozzo | Klein      | McKean  | Berger    | Roeberg  | 24  |
| 62            | Las benévolas: 6  | The Kindly Ones: 6  | ago 1994 | Gaiman | Dillon Vess Ormston | Dillon Vess D'Israeli | Vozzo | Klein      | McKean  | Berger    | Roeberg  | 24  |
| 63            | Las benévolas: 7  | The Kindly Ones: 7  | sep 1994 | Gaiman | Hempel              | Hempel                | Vozzo | Klein      | McKean  | Berger    | Roeberg  | 24  |
| 64            | Las benévolas: 8  | The Kindly Ones: 8  | nov 1994 | Gaiman | Kristiansen         | Kristiansen           | Vozzo | Klein      | McKean  | Berger    | Roeberg  | 24  |
| 65            | Las benévolas: 9  | The Kindly Ones: 9  | dic 1994 | Gaiman | Hempel              | Case Hempel           | Vozzo | Klein      | McKean  | Berger    | Roeberg  | 24  |
| 66            | Las benévolas: 10 | The Kindly Ones: 10 | ene 1995 | Gaiman | Hempel              | Case                  | Vozzo | Klein      | McKean  | Berger    | Roeberg  | 24  |
| 67            | Las benévolas: 11 | The Kindly Ones: 11 | feb 1995 | Gaiman | Hempel              | Case                  | Vozzo | Klein      | McKean  | Berger    | Roeberg  | 24  |
| 68            | Las benévolas: 12 | The Kindly Ones: 12 | may 1995 | Gaiman | Hempel Case         | Case                  | Vozzo | Klein      | McKean  | Berger    | Roeberg  | 24  |
| 69            | Las benévolas     | The Kindly Ones: 13 | jul 1995 | Gaiman | Hempel              | Hempel                | Vozzo | Klein      | McKean  | Berger    | Roeberg  | 24  |

En los créditos de todos los números se menciona además a Neil Gaiman, Sam Kieth y Mike Dringenberg como creadores de los personajes de The Sandman. Las separaciones de color en todos los números, descontando El castillo, estuvo a cargo de Android Images.